# (9350) Waseda
(9350) Waseda (1991 TH2) – planetoida z grupy pasa głównego asteroid okrążająca Słońce w ciągu 3,66 lat w średniej odległości 2,37 j.a. Odkryta 13 października 1991 roku.